# Ananías Maidana

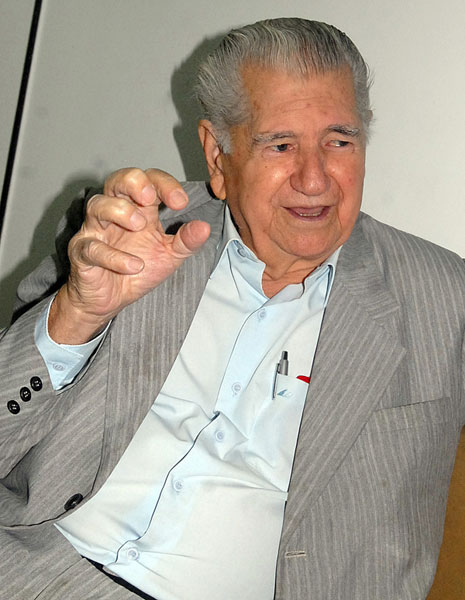
Ananías Maidana

Ananías Maidana (* 26. Juli 1923 in Encarnación; † 30. Oktober 2010 in Asunción) war ein paraguayischer Politiker.
Maidana war von 2007 bis zu seinem Tod Vorsitzender der Kommunistischen Partei Paraguays (PCP). Während der Diktatur Alfredo Stroessners war er lange Jahre inhaftiert. Die Quellenlage ist hinsichtlich dieser Phase seines Lebens nicht einheitlich. So berichtet die Zeitung La Nacion von 17 Jahren Haft, während Ultimahora von insgesamt 24 Jahren Inhaftierung spricht, davon 20 Jahre ohne Unterbrechung in der Comisaría Tercera, wo er zeitweise gefoltert wurde.
1978 ging er ins Exil nach Schweden und in die Sowjetunion. Auch hier berichtet Ultimahora gegensätzlich vom Exilaufenthalt in Argentinien. Nach dem Militärputsch 1989 gegen Stroessner kehrte er in sein Heimatland zurück und beteiligte sich am Aufbau eines Demokratisierungsprozesses. Im selben Jahr wurde er Generalsekretär der PCP. Dieses Amt übte er bis 2007 aus. Im März 2010 wurde er von der paraguayischen Regierung mit dem Orden de la Cruz del Defensor, der höchsten nicht-militärischen staatlichen Ehrung des Landes ausgezeichnet. Er starb am 30. Oktober 2010 im Alter von 87 Jahren im Hospital Central del IPS in Asunción an einem Prostatakarzinom.